# Olyrinae
Olyrinae Kromb., 1875 è una sottotribù di piante spermatofite monocotiledoni appartenente alla famiglia delle Poacee (sottofamiglia Bambusoideae).

## Etimologia
Il nome della sottotribù deriva dal suo genere tipo Olyra L. la cui etimologia fa riferimento ad una parola greco-antica (olura), un vecchio nome di un tipo di grano o di farro.  Il nome scientifico della sottotribù è stato definito dal farmacista botanico tedesco-lussemburghese Jean Henri Guillaume Krombach (1791-1881) nella pubblicazione "Flore luxembourgeoise : ou description des plantes phanérogames, recueillies et observées dans le Grand-Duché de Luxembourg, classées d'après de système sexuel de Linnée" (Fl. Luxembourg: 496. 1875.) del 1875.

## Descrizione

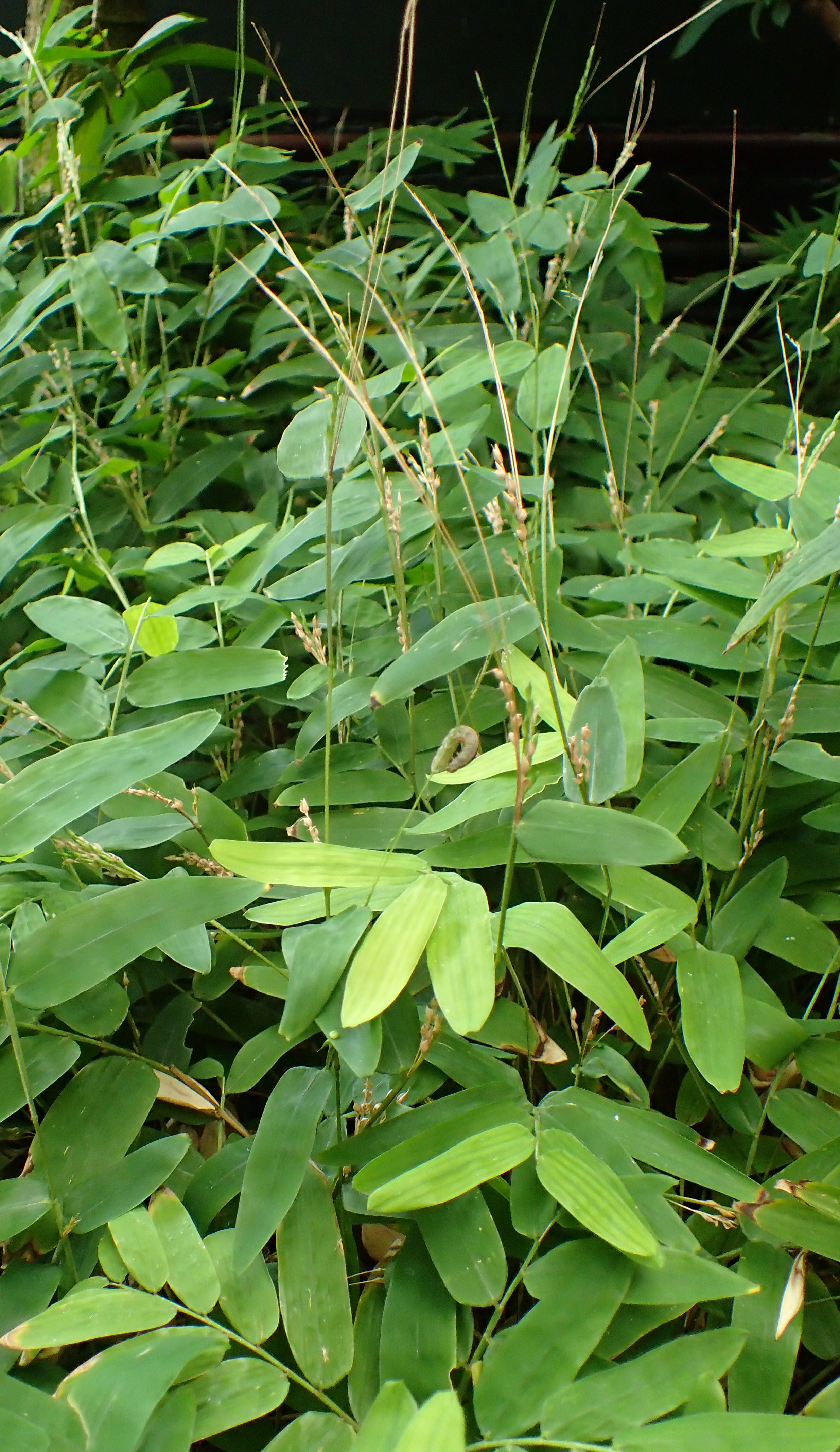
Il portamento
Raddia brasiliensis

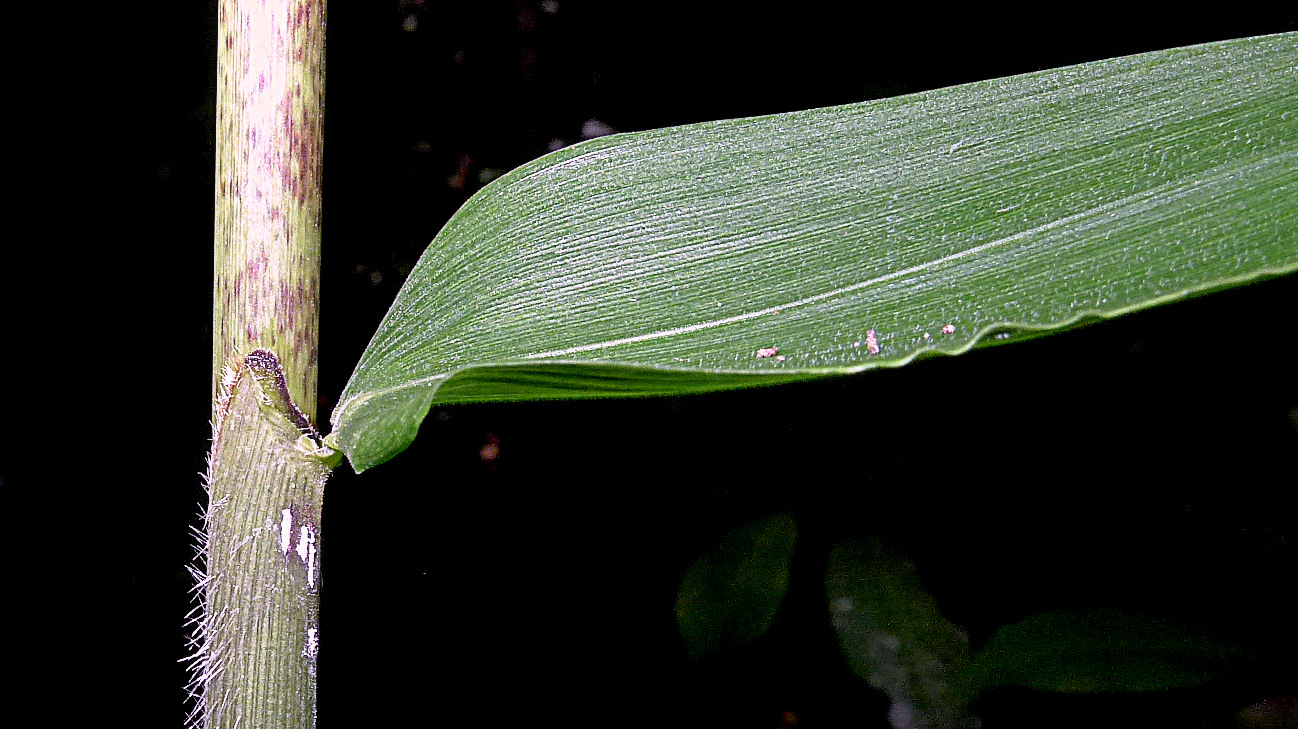
La foglia del culmo
Olyra latifolia

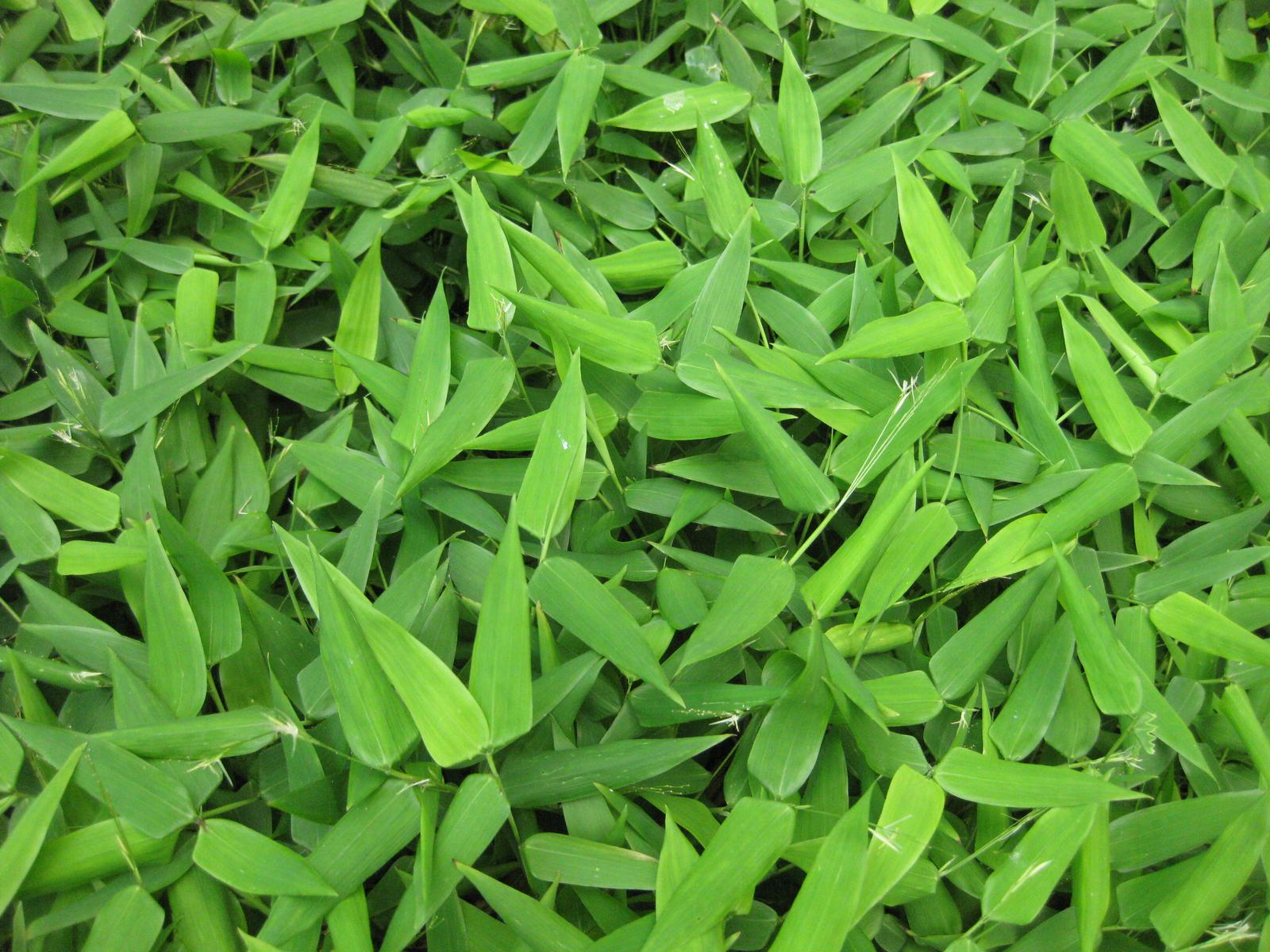
Le foglie
Lithachne

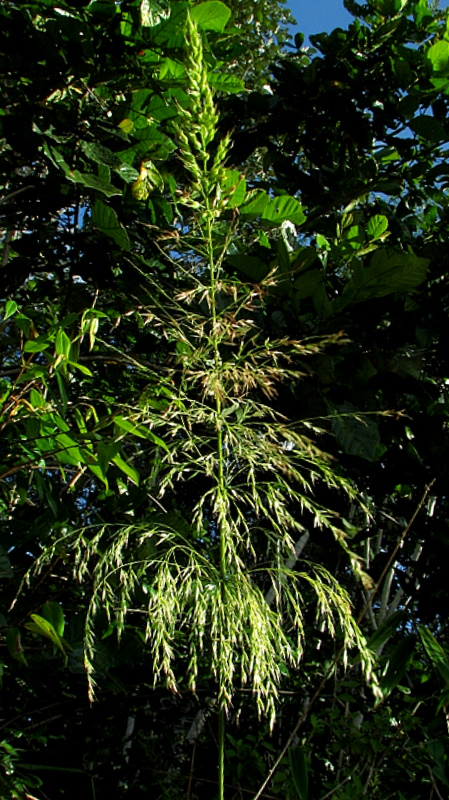
Infiorescenza
Parodiolyra micrantha

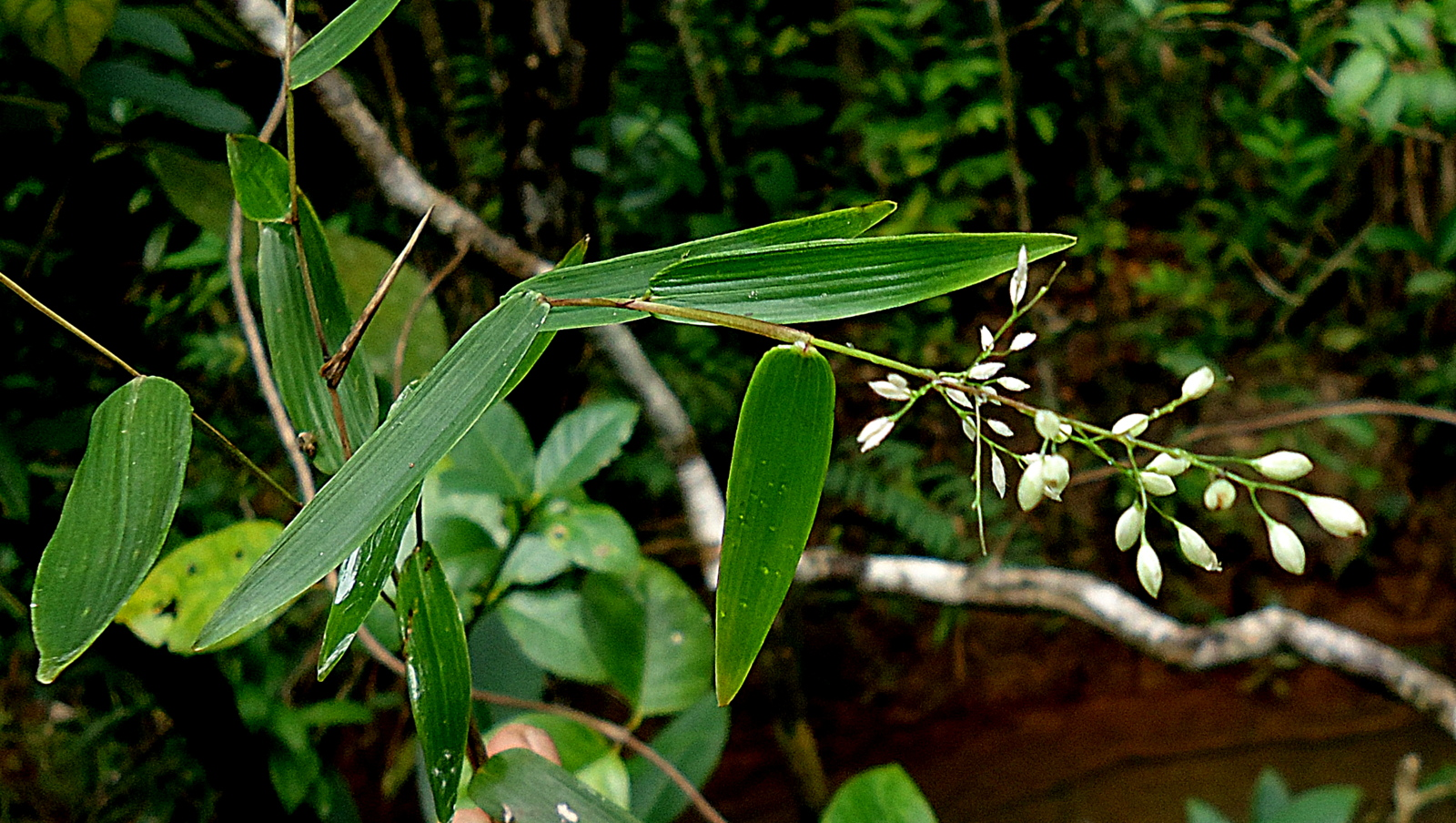
I fiori
Parodiolyra ramosissima

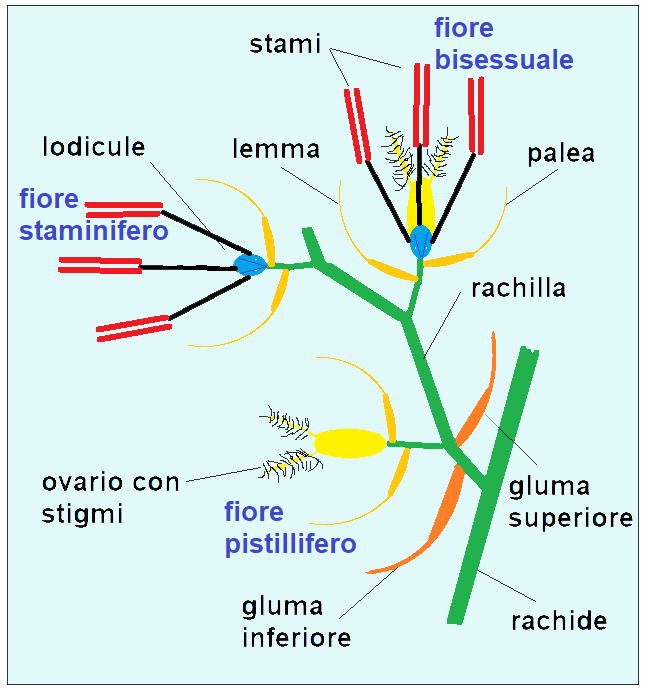
Spighetta generica con tre fiori diversi

- Il portamento delle specie di questa sottotribù è perenne erbaceo o cespitoso (massima altezza 3 - 6 metri in Olyra), eretto o rampicante. Spesso queste piante sono legnose. In alcune specie sono presenti dei culmi vegetativi con fogliame a foglie multiple e culmi fioriti (fertili) con poche foglie (anche con lamine mancanti). In Piresia i culmi sono dimorfici.[1][6][7][8][9][10][11]
- Le foglie lungo il culmo sono disposte in modo alterno, sono distiche e si originano dai vari nodi. Sono composte da una guaina, una ligula e una lamina. Le venature sono parallelinervie. Le foglie del fogliame solitamente non si differenziano dalle foglie del culmo. In Agnesia le foglie prossimali non sono presenti (le foglie si trovano solamente al centro del culmo). Nelle foglie sono presenti dei corpi di silice a forma di croce.

- Guaine: in questo gruppo le guaine del fogliame sono prive di fimbrie. In Cryptochloa le guaine fogliari sono molto grandi e ricoprono in parte le infiorescenze.
- Lamine: in genere le lamine sono larghe (ovali) e a volte con base asimmetrica (Lithachne).

- Infiorescenza principale (sinfiorescenza o semplicemente spiga): le infiorescenze, ascellari e terminali, per lo più ramificate, sono panicolate oppure racemose. Talvolta le spighette si trovano su un culmo senza foglie separato dal culmo vegetativo. Queste piante sono monoiche: ogni pianta ha spighette pistillifere (femminili) e spighette staminali (maschili) separate. In genere le femminili, in posizione terminale, sono grandi con l'apice del pedicello generalmente largo e a forma di clava, quelle maschili, in posizione prossimale, sono piccole con sottili pedicelli. Non sempre in questo gruppo viene rispettata la disposizione separata dei sessi delle spighette. In Cryptochloa le spighette maschili sono terminali, mentre quelle ascellari sono sessualmente miste.  In Lithachne quelle terminali sono staminali; quelle ascellare distali sono pistillifere quelle ascellari prossimali sono staminali. In Piresia le spighette pistillifere e staminali sono morfologicamente distinte, o morfologicamente apparentemente bisessuali ma funzionalmente unisessuali. In Arberella le infiorescenze sono pauciflore; in Parodiolyra sono lasse. In Froesiochloa le spighette sono disposte a spirale e in modo che assomigliano a una singola spighetta piuttosto che a più spighette piccole.
- Infiorescenza secondaria (o spighetta): le spighette, compresse dorsoventralmente, sono formate da un solo fiore senza estensione della rachilla e sono sottese da due brattee chiamate glume (inferiore e superiore), generalmente più grandi del fiore. Alla base di ogni fiore sono presenti due brattee: la palea e il lemma entrambe membranose. La disarticolazione avviene ai nodi delle rachille che cadono con il fiore.

- Spighette staminali: le spighette staminali hanno delle forme ellittiche con lemmi e le glume a volte sono assenti.
- Spighette pistillifere: i lemmi e le palee sono induriti; le glume hanno delle punte rigide e lunghe e a volte sono multivenate (in Cryptochloa le venature sono 5); a volte sono membranose e più lunghe dei fiori. In altre specie le glume hanno le basi fuse insieme. I fiori sono ricoperti da lunghi peli (Piresia). A volte le spighette a maturità diventano nere e cadono con le glume (Parodiolyra).

- I fiori fertili sono attinomorfi formati da 3 verticilli: perianzio ridotto, androceo  e gineceo.

- Formula fiorale:

- , P 2, A (1-)3(-6), G (2–3) supero, cariosside.

- Il perianzio è ridotto e formato da tre lodicule, delle squame, poco visibili (forse relitto di un verticillo di 3 sepali). Le lodicule possono anche essere assenti.

- L'androceo (presente solamente nei fiori delle spighette staminali) è composto da 3 stami (raramente 2) ognuno con un breve filamento libero (ma anche tutti fusi insieme), una antera e due teche. Le antere sono basifisse con deiscenza laterale. Il polline è monoporato. Se il fiore è solo femminile allora possono essere presenti alcuni staminoidi.

- Il gineceo (presente solamente nei fiori delle spighette pistillifere) è composto da 3 - (2) carpelli connati formanti un ovario supero. L'ovario, glabro, ha un solo loculo con un solo ovulo subapicale (o quasi basale). L'ovulo è anfitropo e semianatropo e tenuinucellato o crassinucellato. Lo stilo, breve, è unico con due stigmi (3 in Piresiella e Diandrolyra) papillosi. In Radiella il pistillo è glabro e pallido ma diventa scuro a maturità.

- I frutti sono del tipo cariosside, ossia sono dei piccoli chicchi indeiscenti, ovoidali o subglobosi, nei quali il pericarpo è formato da una sottile parete che circonda il singolo seme. In particolare il pericarpo, carnoso e succulento, è fuso al seme ed è aderente. L'endocarpo non è indurito e l'ilo è lungo e lineare. L'embrione è provvisto di epiblasto. I margini embrionali della foglia si sovrappongono. La fessura scutellare è assente.

## Biologia
- Impollinazione: in generale le erbe delle Poaceae sono impollinate in modo anemogamo. Gli stigmi piumosi sono una caratteristica importante per catturare meglio il polline aereo. Alcune specie di Olyra sono visitate e possibilmente impollinate dagli insetti.[1]
- Riproduzione: la fecondazione avviene fondamentalmente tramite l'impollinazione dei fiori (vedi sopra).
- Dispersione: i semi cadendo (dopo aver eventualmente percorso alcuni metri a causa del vento – dispersione anemocora) a terra sono dispersi soprattutto da insetti tipo formiche. In diverse specie negli internodi delle rachille sono contenuti oli (elaisomi, sostanze ricche di grassi, proteine e zuccheri) che attraggono le formiche e favoriscono la dispersione mirmecoria.[12]

## Distribuzione e habitat
Zone tropicali dell'America Latina.

## Tassonomia
La famiglia delle Poacee comprende circa 800 generi e oltre 9.000 specie.  È una delle famiglie più numerose e più importanti del gruppo delle monocotiledoni. La famiglia è suddivisa in 12 sottofamiglie, il gruppo di questa voce è descritto al'interno della sottofamiglia Bambusoideae (tribù Olyreae).

### Generi
La sottotribù si compone di 20 generi e 89 specie:
- Agnesia Zuloaga & Judz. (1 specie)
- Arberella Soderstr. & C.E.Calderón (7 spp.)
- Brasilochloa R.P.Oliveira & L.G.Clark (1 sp.)
- Cryptochloa Swallen (9 spp.)
- Diandrolyra Stapf (3 spp.)
- Ekmanochloa Hitchc. (2 spp.)
- Froesiochloa G.A.Black (1 sp.)
- Lithachne P.Beauv. (4 spp.)
- Maclurolyra C.E.Calderón ex Soderstr. (1 sp.)
- Mniochloa Chase (1 sp.)
- Olyra L. (25 spp.)
- Parodiolyra Soderstr. & Zuloaga (4 spp.)
- Piresia Swallen (6 spp.)
- Piresiella Judz., Zuloaga & Morrone (1 sp.)
- Raddia Bertol. (9 spp.)
- Raddiella Swallen (8 spp.)
- Rehia Fijten (1 sp.)
- Reitzia Swallen (1 sp.)
- Sucrea Soderstr. (2 sp.)
- Taquara I.L.C.Oliveira & R.P.Oliveira (2 spp.)

### Filogenesi
Le Olyrinae, all'interno della tribù Olyreae, insieme alla sottotribù Parianinae formano un "gruppo fratello" e rappresentano il "core" della tribù.
La struttura interna della sottotribù è suddivisa in più cladi. Il gruppo principale comprende il genere Olyra che probabilmente è para-polifiletico. Il genere Arberella è derivato dal genere Olyra; come pure il genere monofiletico Lithachne. Per Agnesia e Cryptochloa i dati sono ambigui. Il genere Ekmanochloa in alcune analisi risulta essere "basale" per la sottotribù.
Gli altri cladi sono:
| Clade                          | Generi                                    | Caratteristiche | Note |
| ------------------------------ | ----------------------------------------- | --- | --- |
| PARODIOLYRA + RADIELLA         | Parodiolyra, Raddiella, Piresia e Reitzia | Le lamine delle foglie hanno un apice asimmetrico e sono apiculate | Parodiolyra è parafiletico con Raddiella derivato dal suo interno. Piresia per alcuni Autori è sinonimo di Reitzia                    |
| SUCREA + RADDIA                | Sucrea e Raddia                           | I margini delle glume delle spighette pistillifere sono ispessiti e si estendono in lunghi apici contorti (questo carattere è sinapomorfico per il clade). La dispersione del polline è espulsa con forza (un tipo di dispersione unico in questa famiglia) | Sucrea può essere parafiletico con Raddia derivato dal suo interno. Raddia è monofiletico e "gruppo fratello" (o derivato) con Sucrea |
| MNIOCHLOA + PIRESIELLA + REHIA | Mniochloa, Piresiella e Rehia             | Le piante hanno dei cormi (questo carattere è sinapomorfico per il clade) | Il genere monotipo Mniochloa forse è estinto                                                                                          |
| DIANDROLYRA + MACLUROLYRA      | Diandrolyra e Maclurolyra                 | Le foglie superiori ricoprono le infiorescenze terminali; le spighette pistillifere e staminali sono appaiate (questi due caratteri sono sinapomorfi per il calde); i fiori femminili hanno 3 staminoidi.                                                   | |

Per questo gruppo è indicata la seguente sinapomorfia: i lemmi e le palee delle spighette pistillifere sono induriti.
Sinapomorfie relative ai singoli generi:
- Diandrolyra: gli stami sono due.
- Ekmanochloa: le spighette pistillifere hanno dei lemmi allungati e snelli; nell'endotecio delle antere mancano le celle fusiformi.
- Froesiochloa: le foglie hanno dei piccioli corti e decidui; i filamenti degli stami sono fusi.
- Lithachne: i lemmi e le palee sono bianche (diventano chiazzate a maturità), il lemma inoltre è gibboso.

Numeri cromosomici di alcuni generi:
- Arberella: 2n = 22 e 24.
- Cryptochloa: 2n = 22.
- Diandrolyra: 2n = 18.
- Lithachne: 2n = 22.
- Maclurolyra: 2n = 22.
- Olyra: 2n = 14, 22, 23, 40 e 44.
- Parodiolyra: 2n = 36.
- Piresia: 2n = 22.
- Raddia: 2n = 22.
- Raddiella: 2n = 20.
- Sucrea: 2n = 22.

Il cladogramma seguente, tratto dallo studio citato, mostra la struttura filogenetica della sottotribù comprendenti alcuni suoi generi.
|  | \| \| Lithachne \| \| \| \| \| \| Cryptochloa \| \| \| \| |
|  |                                                           |
|  | Olyra                                                     |
|  |                                                           |
|  | Lithachne                                                 |
|  |                                                           |
|  | Cryptochloa                                               |
|  |                                                           |

|  | Lithachne   |
|  |             |
|  | Cryptochloa |
|  |             |

|  | \| \| Lithachne \| \| \| \| \| \| Cryptochloa \| \| \| \| |
|  |                                                           |
|  | Olyra                                                     |
|  |                                                           |
|  | Lithachne                                                 |
|  |                                                           |
|  | Cryptochloa                                               |
|  |                                                           |

|  | Lithachne   |
|  |             |
|  | Cryptochloa |
|  |             |

|  | \| \| Lithachne \| \| \| \| \| \| Cryptochloa \| \| \| \| |
|  |                                                           |
|  | Olyra                                                     |
|  |                                                           |
|  | Lithachne                                                 |
|  |                                                           |
|  | Cryptochloa                                               |
|  |                                                           |

|  | Lithachne   |
|  |             |
|  | Cryptochloa |
|  |             |

|  | \| \| Lithachne \| \| \| \| \| \| Cryptochloa \| \| \| \| |
|  |                                                           |
|  | Olyra                                                     |
|  |                                                           |
|  | Lithachne                                                 |
|  |                                                           |
|  | Cryptochloa                                               |
|  |                                                           |

|  | Lithachne   |
|  |             |
|  | Cryptochloa |
|  |             |